# Chapelle-Viviers
Chapelle-Viviers là một xã, tọa lạc ở tỉnh Vienne trong vùng Nouvelle-Aquitaine, Pháp. Xã này có diện tích 14,53 km², dân số năm 2006 là 436 người. Xã nằm ở khu vực có độ cao từ 109–152 m trên mực nước biển.
Village có cự ly cách 15 km so với Montmorillon, 10 km so với Lussac les Chateaux và 12 km so với Chauvigny.

## Biến động dân số
| Năm | 1962 | 1968 | 1975 | 1982 | 1990 | 1999 | 2006 |
| --- | ---- | ---- | ---- | ---- | ---- | ---- | ---- |
| Dân số | 456  | 467  | 403  | 404  | 413  | 408  | 436  |
| From the year 1962 on: No double counting—residents of multiple communes (e.g. students and military personnel) are counted only once. |      |      |      |      |      |      |      |